# En familie
En familie er en dansk film fra 2010 instrueret af Pernille Fischer Christensen, der sammen med Kim Fupz Aakeson også har skrevet manuskriptet.
Filmen havde premiere på filmfestivalen i Berlin 19. februar 2010 og modtog ved samme lejlighed den prestigefyldte anmelderpris.

## Medvirkende
- Jesper Christensen – Rikard Rheinwald
- Lene Maria Christensen – Ditte, Rikards datter
- Pilou Asbæk – Peter
- Anne Louise Hassing – Sanne
- Line Kruse – Chrisser
- Coco Hjardemaal – Line
- Gustav Fischer Kjærulff – Vimmer

## Eksterne Henvisninger
- En familie på Internet Movie Database (engelsk)
- En familie på Filmdatabasen
- En familie på danskefilm.dk
- En familie på danskfilmogtv.dk
- En familie på Scope
- En familie i Svensk Filmdatabas (svensk)
- En familie på AlloCiné (fransk)
- En familie på MovieMeter (nederlandsk)
- En familie på AllMovie (engelsk)
- En familie hos British Film Institute (engelsk)